# Moulin à eau de Chesapeake Mill
Le moulin à eau de Chesapeake Mill, en anglais « Chesapeake Mill » est un moulin à eau situé à Wickham dans le Hampshire en Angleterre. Il a été dessiné et construit en 1820 en utilisant le bois du HMS Chesapeake, une frégate qui avait précédemment servi dans l'United States Navy comme USS Chesapeake. Elle a été capturée par la frégate HMS Shannon de la Royal Navy le 1er juin 1813.
John Prior a dépensé la somme de 500 £ pour acheter ce bois de marine auprès du Portsmouth Naval Dockyard où se trouvait le bâtiment. L'intérieur du moulin fut conçu à partir des dimensions du maître-bau de la Chesapeake. Il est demeuré opérationnel jusqu'à 1976 et sert désormais de boutique de souvenirs et de magasin d'antiquités. 
Il s'agit d'un monument classé Grade II* depuis le 7 février 1952.